# Norge i olympiska vinterspelen 1980
Norge i olympiska vinterspelen 1980.

## Medaljer

### Guld
- Hastighetsåkning på skridskor
  - Damernas 3000 m: Bjørg Eva Jensen

### Silver
- Hastighetsåkning på skridskor
  - Herrarnas 5000 m: Kay Arne Stenshjemmet
  - Herrarnas 10 000 m: Kay Arne Stenshjemmet

- Längdskidåkning
  - Herrarnas 4x10 km stafett: Lars-Erik Eriksen, Per Knut Aaland, Ove Aunli och Oddvar Brå

### Brons
- Hastighetsåkning på skridskor
  - Herrarnas 1000 m: Frode Rønning
  - Herrarnas 1500 m: Terje Andersen
  - Herrarnas 5000 m: Tom Erik Oxholm
  - Herrarnas 10 000 m: Tom Erik Oxholm
- Längdskidåkning
  - Herrarnas 15 km: Ove Aunli
  - Damernas 4x5 km stafett: Brit Pettersen, Anette Bøe, Marit Myrmæl och Berit Aunli